# 短期現役士官
短期現役士官（たんきげんえきしかん）とは、大日本帝国海軍が旧制大学卒業者等を対象に特例で現役期間を2年間に限って採用した士官のことで、より正式には二年現役士官（2ねんげんえきしかん）と呼ばれる。短期現役（短現）という呼び方は俗称で、本来は徴兵制度の特例で師範学校卒業者を対象とした短期現役兵のことを指す。二年現役士官の制度は海軍士官のうち兵科・機関科以外の部門である将校相当官について設けられ、軍医科・歯科医科・薬剤科・技術科・主計科・法務科などがあり、特に第二次世界大戦期の短期現役主計科士官が知られる。

## 沿革
二年現役制度導入前における日本海軍の基本的な士官養成システムは、主計科士官については海軍兵学校や海軍機関学校類似の方式で旧制中学校卒業者を海軍経理学校で海軍生徒として教育し、主計少尉候補生を経て主計少尉に任官させていた。また、軍医科士官や造船科等の技術系士官は、大学医学部または旧制医学専門学校等のそれぞれの分野の旧制大学または旧制専門学校在学者を採用して、そのまま依託生として在学教育、卒業後はただちに中尉（専門学校卒は少尉）に任じて海軍軍医学校や海軍砲術学校で軍務の基礎教育を受ける仕組みになっていた。主計科士官についても同じ依託生制度はあったが、1923年（大正12年）を最後に採用例が絶えている。そして、以上のいずれも期間を定めずに現役士官として勤務する永久服役とされていた。
1918年（大正7年）、大束健夫主計少佐（のち主計中将）は八八艦隊が実現した場合の人員不足に備えるため、主計科士官の二年現役制度創設を教育本部長に意見具申したが実現していない。1922年（大正11年）にワシントン海軍軍縮条約が締結されたのに伴い、日本海軍では大規模な人員整理と補助艦艇の多数建造が行われた。一方で軍医志願者は激減した結果、若手軍医科士官の不足を生じた。そこで、1925年（大正14年）に海軍士官特務士官准士官服役令（大正2年勅令第307号）の特則として海軍軍医科及薬剤科士官現役期間特例（大正14年勅令第308号）が制定され、これに基づき軍医科と薬剤科について開始されたのが、大学・専門学校卒業者を2年の期限付きで士官に採用する二年現役制度であった。ただし、薬剤科で実際の採用が始まったのは1938年（昭和13年）である。
その後、1936年（昭和11年）にロンドン海軍軍縮条約とワシントン海軍軍縮条約が失効して日本海軍が軍艦の大量建造に着手し、翌年には日中戦争も始まると、海軍士官の需要が増大した。大正軍縮期の人員整理も影響したため、海軍士官が著しく不足してしまった。この点、兵科と機関科の士官については、海軍省人事局長清水光美少将により下士官から特務士官への登用を増やすなどの対策が採られたほか、商船員を人的資源とする海軍予備員制度も予備役確保の手段として存在したが、将校相当官には予備員制度が無かった。そこで、1937年（昭和12年）12月、海軍軍医科及薬剤科士官現役期間特例を海軍軍医科、薬剤科、主計科、造船科、造機科及造兵科士官現役期間特例へ改正し（昭和12年勅令第725号）、医療系士官だけだった二年現役制度を、造兵科・造船科・造機科の技術系士官（以上は後に技術科として統合）と、主計科士官にまで拡張することにした。技術系士官への適用には、若手技術者が陸軍に徴兵されるのを防ぐことで、産業保護を図ると同時に海軍への人材囲い込みを図る狙いもあった。主計科の短現1期35人は、1938年（昭和13年）7月に海軍経理学校へ入校した。採用試験の競争倍率は約25.7倍で、以降もこの水準であったといわれる。
太平洋戦争勃発後の1942年（昭和17年）3月には、従来は文官だった法務官が将校相当官たる武官の法務科士官に改められたのに合わせ、二年現役制度も根拠法令が海軍将校相当官現役期間特例へ改正され（昭和17年勅令第332号）、法務科士官にも二年現役制度が設けられている。同年4月の改正で、直ちに少尉候補生以上として採用するのではなく、一段下の見習尉官を経て中尉・少尉に任用する変更があった。また、1944年（昭和19年）の改正（昭和19年勅令第458号）では、見習尉官任用と同時に現役を経ずに予備役に編入して必要な時に召集できるよう規定が追加され、これに沿うよう法令名も海軍将校相当官服役特例へ改題されている。このほか、基本的な仕組みは終戦まで維持された。
太平洋戦争中、二年現役士官は、将校相当官のうちの大きな割合を占めることになった。主計科の場合、昭和初期の海軍経理学校の生徒出身者が年間20人以下だったのに対し、二年現役士官は1938年に第1期生35名を採用して以降、1939年から1944年まで原則として毎年2回に分けて採用された（1943年は1回）。各年の採用数は1939年：168名、1940年：169名、1941年：208名、1942年：776名、1943年：708名、1944年：1475名と増加の一途をたどり、最終の第12期生まで総計3555名にも上った。13期の採用予定者は決定しており、海軍経理学校への入校日は1945年9月30日が予定されていた。大戦中の戦死者は約12%の408名であった。技術系各科では1939年の採用の70%、1941年の62%を二年現役士官が占めている。法務科でも1944年には総士官数の55%が二年現役士官だった。

## 養成課程と職務
二年現役海軍士官の採用は、それぞれの専門分野の旧制大学や旧制専門学校を卒業した者などが志願でき、身体検査が課された。軍医科の場合には大学医学部・旧制医学専門学校、主計科士官であれば大学法学部・経済学部・商学部などと高等商業学校の卒業者、あるいは高等試験合格者を資格者とする。技術科士官は工学部や理学部系統の学部・専門学校に限らず、農学部系からも志願できた。法務科士官の場合は、大学法学部を卒業したことに加え、高等試験司法科に合格して司法官試補の資格を有することも要件であった（海軍武官任用令第8条の6）。
二年現役士官制度の特色は、軍学校以外の卒業生が、兵としての訓練期間を経ることなく、士官か少尉候補生として任用されることである。当初は大学卒業者であれば各科の中尉、医学専門学校・薬剤系専門学校卒業者であれば軍医少尉・薬剤科少尉、その他の専門学校出身者でも少尉候補生に任じられた。ただし、1942年からは永久服役者も含め、少尉候補生に劣後する見習尉官を経ることになった。この点、同じく一般大学卒業者などを対象にした海軍士官養成制度でも、飛行科予備学生の場合は海軍兵学校在学中の生徒にすら劣後する身分に置かれ、1942年に兵科も採用する海軍予備学生へ改正されてから少尉候補生に準じる身分に変わった。また、日本陸軍の場合には、衛生部（軍医科に相当）や経理部（主計科に相当）などの各部将校も含め、二等兵として入営後に幹部候補生を受験する仕組みになっていた。
任用後の養成方法は科ごとに異なっている。技術系の士官の場合、永久服役の士官と基本的に同内容で、砲術学校で3カ月半の基礎軍事教育を受けた後に海軍工廠などでの実務練習と海上実習を経験した。ただし、現役期間が短いため、通常2回の海上実習は1回（約120日）のみで終了した。これに対し、主計科については海軍経理学校で5カ月の即成教育の後に実戦部隊へと赴任した。
通常士官の永久服役と異なり、2年間で現役期間を終えると予備役に編入され、軍務を去ることができる建前であった。そして、現役定限年齢（1941年以降は予備役定限年齢）まで予備役に服し、有事の際には通常の予備役士官と同様に召集されることになる。もっとも、戦争や事変などの最中には終結まで服役期間の延長を命じることが可能であり、太平洋戦争期には2年が経過してもそのまま軍務に留まることが多かった。また、現役中に志願して許可があれば永久服役も可能であった。
職務の内容は、通常の各科の将校相当官と同様である。したがって、各種の艦船から海軍航空隊、海軍陸戦隊や海軍設営隊などの陸上部隊まで幅広く海軍の組織で活動した。

## 評価
二年現役士官の制度については、日本海軍の人事制度で最大の成功として高く評価する見解がある。特に主計科士官について、成果として、海軍外の知識が流入することによって新しいマネジメントがより円滑に行われたことが指摘される。当初期待された単なる事務方としての役割を超えて、優秀な海軍士官として活躍したとする評もある。連合艦隊参謀長などを歴任した福留繁中将らは、戦後の会合で、戦時中のことに加えて敗戦後の処理が成功したのも短現士官のおかげだと述べたという。
これに対し、軍隊経験のない一般学生出身者をただちに士官に任用した点について、特に主計科の場合には部下を指揮する立場に立つことを考えると軍紀の乱れを招き不適切であったとの批判もある。海軍経理学校生徒出身の主計科士官からは、経理学校生徒の採用を増やすか、あるいは特務士官からの任用を増やすほうが下士官兵の士気も高まるという提言がされていた。1942年の制度改正で見習尉官教育が導入された理由には、こうした意見への考慮もあった。
なお、日本海軍が二年現役士官を創設し、高等教育を受けたエリートに「ふさわしい以上の処遇をした」ことは、彼らの日本海軍に対する好感度を高め、そのために戦後になっても二年現役主計科士官経験者を中心とした政財官界の要人らが海軍を高評価しているとの見方もある。ただちに士官となってしかも短期間で現役を終われる二年現役制度は、危険で泥まみれの兵隊生活が避けられない陸軍と比べて、快適な待遇であった。

## 主な出身者
- 谷村裕（1期・主計科、後の大蔵事務次官、海軍歴史保存会会長）
- 澄田智（4期・主計科、後の大蔵事務次官、日本銀行総裁）
- 渋谷直蔵 (5期・主計科、後の衆議院議員、自治大臣)
- 辻辰三郎 (5期・主計科、後の検事総長)
- 松野頼三 (5期・主計科、後の衆議院議員、労働大臣、防衛庁長官、農林大臣)
- 中曽根康弘（6期・主計科、後の内閣総理大臣）
- 鳩山威一郎（6期・主計科、後の大蔵事務次官、参議院議員・外務大臣）
- 永末英一（8期・主計科、後の民社党委員長）
- 正力亨 (9期・主計科、後の読売新聞グループ本社社主)
- 金子兜太 (10期・主計科、俳人、後の現代俳句協会会長、日本芸術院会員)
- 栗栖弘臣（10期・法務科、後の陸上幕僚長、統合幕僚会議議長）
- 橋口収（10期・主計科、後の初代国土事務次官、公正取引委員会委員長）
- 矢口洪一（10期・法務科、後の最高裁判所長官）
- 長岡實（12期・主計科、後の大蔵事務次官、東京証券取引所理事長）
- 伊藤栄樹（12期・主計科、後の検事総長）
- 曽根田郁夫（12期・主計科、後の厚生事務次官、参議院議員）
- 井内慶次郎（12期・主計科、後の文部事務次官）
- 中村四郎（12期・主計科、後の運輸事務次官、帝都高速度交通営団総裁）